# جورج ك. هوكينز
جورج ك. هوكينز (بالإنجليزية: George C. Hawkins)‏ هو محامي وسياسي أمريكي، ولد في 4 ديسمبر 1918 في الولايات المتحدة، وتوفي في 9 أغسطس 1991 بسبب قصور كلوي. حزبياً، نشط في الحزب الديمقراطي. وقد انتخب عضو مجلس نواب ألاباما.